# Gasteracantha subaequispina
Gasteracantha subaequispina là một loài nhện trong họ Araneidae.
Loài này thuộc chi Gasteracantha. Gasteracantha subaequispina được Maria Dahl miêu tả năm 1914.